# Noureddine Kridis
Noureddine Kridis, né le 12 mars 1955 à Sfax, est un universitaire tunisien spécialisé en psychologie de l'éducation.

## Biographie
En juin 1981, Noureddine Kridis soutient un doctorat de troisième cycle en sciences de l'éducation à l'université Lille-III. Sa thèse, intitulée Variations et invariants communicationnels, est dirigée par Françoise Mayeur ; il obtient la mention « très bien ».
En juin 2004, il obtient dans la même université son doctorat d'État ès lettres et sciences humaines (spécialité psychologie) avec la mention « très honorable ». Sa thèse, Création, interaction et information sur soi. Étude des liens créateurs, est préparée sous la direction de Claude Lemoine.
Après avoir été enseignant en psychologie de l'éducation à l'École normale de Lille, il commence sa carrière universitaire à Tunis, devenant assistant, maître-assistant puis maître de conférences en 2005. Il est pendant plusieurs années membre du jury national pour le recrutement des assistants en psychologie, qu'il préside en 2002.
En juillet 2011, il est élu doyen de la faculté des sciences humaines et sociales de Tunis.